# Retamim
Retamim (hebrejsky רְתָמִים, v oficiálním přepisu do angličtiny Retamim) je vesnice původně typu kibuc (nyní společná osada) v Izraeli, v Jižním distriktu, v Oblastní radě Ramat ha-Negev.

## Geografie
Leží v nadmořské výšce 260 metrů v centrální části pouště Negev. Jde o aridní oblast, ve které jsou jen drobné enklávy zemědělsky využívané půdy v bezprostředním okolí vesnice. Západně od kibucu začíná zcela suchá oblast písečných dun Cholot Chaluca. Zdejší krajina má mírně zvlněný terén, který člení četná vádí. Na západním okraji kibucu je to vádí Nachal Besor, na severní straně vádí Nachal Revivim.
Obec se nachází 52 kilometrů od břehu Středozemního moře, cca 113 kilometrů jižně od centra Tel Avivu, cca 95 kilometrů jihozápadně od historického jádra Jeruzalému a 23 kilometrů jihojihozápadně od města Beerševa. Retamim obývají Židé, přičemž osídlení v tomto regionu je etnicky převážně židovské. Bezprostředně na jižním a jihovýchodním okraji kibucu ale leží rozsáhlý shluk rozptýlených příbytků arabských beduínů v lokalitě zvané Bir Hadadž, kterou obývají cca 4000 polokočovných beduínů. Tato osada nebyla dlouho oficiálně uznána, přestože o to usilovali její obyvatelé i úřady Oblastní rady Ramat ha-Negev. Později se dočkala uznání a byla začleněna do Oblastní rady Abu Basma.
Retamim je na dopravní síť napojen pomocí lokální silnice 222.

## Dějiny
Retamim byl založen v roce 1983. Jeho zakladateli byly polovojenské oddíly Nachal. Původní sekulární kibuc ale byl opuštěn, pak tu krátce fungoval rekreační areál a teprve počátkem 21. století nově osídlen. V roce 2000 se zrodila myšlenka vesnici reorganizovat jako nábožensky orientovanou komunitu otevřenou nově příchozím. Iniciátorem byla skupina absolventů vojenské přípravky (mechina) v dnes již zrušené židovské osadě Bnej Acmon v pásmu Gazy, kteří chtěli posílit židovskou populaci v Negevu a nabídnout v tomto regionu bydlení pro nábožensky založené mladé rodiny. Kvůli byrokratickým průtahům se ale realizace opozdila. Až v roce 2006 se prvních osm rodin vydalo do tohoto regionu. Po tři roky ale musely pobývat provizorně v nedaleké vesnici Tlalim.
Teprve v létě 2009 se osadníci přesunuli do nynější lokality s trvalou zástavbou. K původním 16 rodinám přibylo tehdy dalších 15. Původní kibuc se změnil na vesnici typu společná osada (jišuv kehilati). Zároveň s reorganizací získal nové jméno Kfar Retamim (כפר רתמים), byť oficiálně zůstává v platnosti jméno Retamim.
V obci funguje synagoga, sportovní areály a společenské centrum. Dále tu je k dispozici mateřská škola. V budoucnosti se tu počítá s kapacitou cca 200 rodin.

## Demografie
Obyvatelstvo vesnice je nábožensky orientované. Podle údajů z roku 2014 tvořili naprostou většinu obyvatel v Retamim Židé (včetně statistické kategorie "ostatní", která zahrnuje nearabské obyvatele židovského původu ale bez formální příslušnosti k židovskému náboženství).
Jde o menší obec vesnického typu s dlouhodobě kolísající populací (v roce 2009 dokonce oficiální statistický výkaz pro vesnici neuváděn žádnou stálou populaci). K 31. prosinci 2014 zde žilo 352 lidí. Během roku 2014 populace stoupla o 22,6 %.
| Rok            | 1995 | 2001 | 2003 | 2004 | 2005 | 2006 | 2007 | 2008 | 2009 | 2010 | 2011 | 2012 | 2013 | 2014 |
| -------------- | ---- | ---- | ---- | ---- | ---- | ---- | ---- | ---- | ---- | ---- | ---- | ---- | ---- | ---- |
| Počet obyvatel | 42   | 45   | 208  | 196  | 192  | 214  | 246  | 237  | n.a. | 77   | 143  | 264  | 287  | 352  |